# مئذنة أجري
مئذنة أجري (بالفارسية: مناره آجری) هي مئذنة تاريخية تعود إلى القرن الرابع الهجري، وتقع في خرم أباد.